# Ulrich Stapenhorst

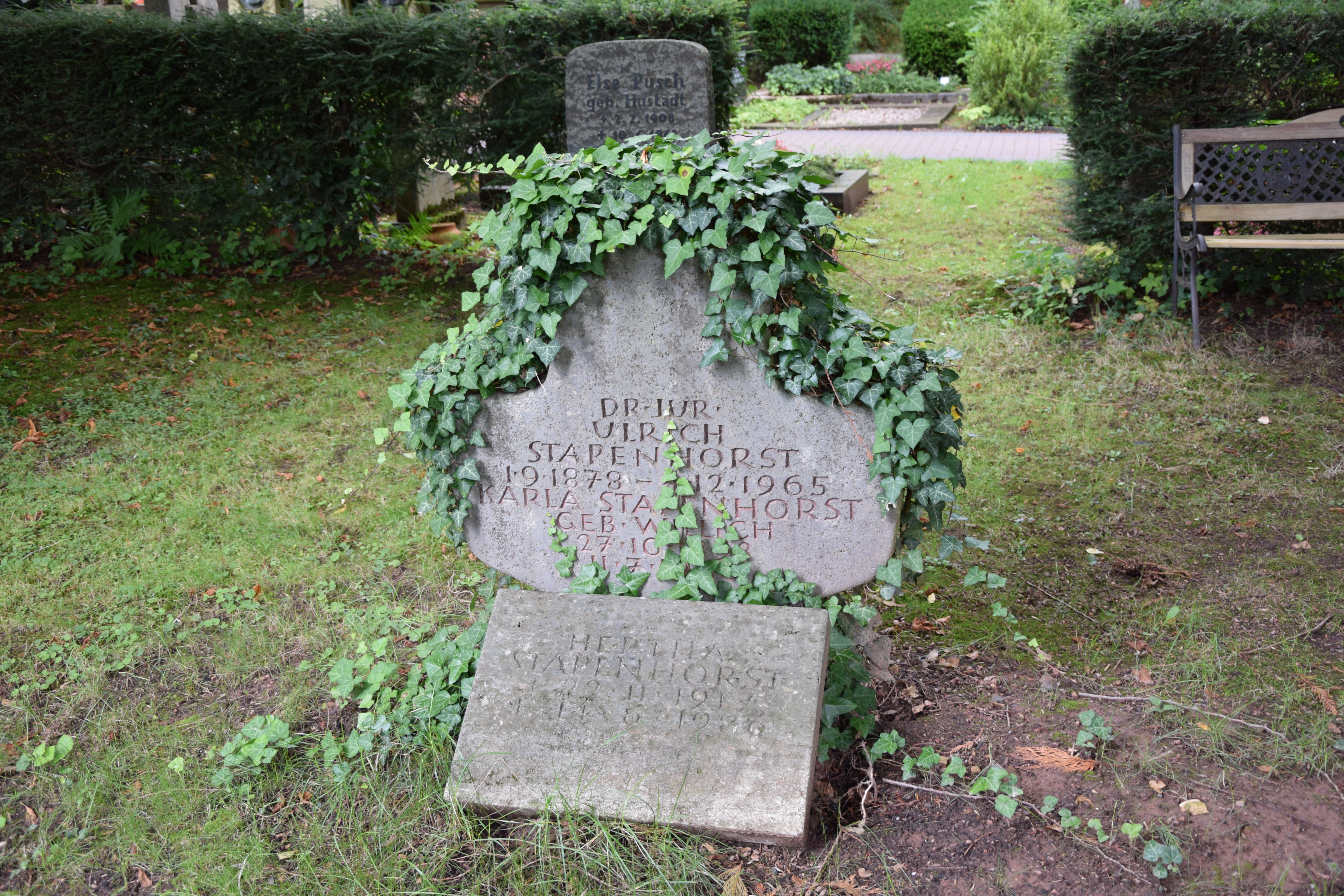
Grab von Ulrich Stapenhorst auf dem Marburger Hauptfriedhof (2017)

Ulrich Stapenhorst (* 1. September 1878 in Gebweiler, Elsass; † 4. Dezember 1965 in Marburg) war ein deutscher Verwaltungsjurist.

## Werdegang
Stapenhorst entstammt einem westfälischen Bauerngeschlecht. Nach dem Abitur an einem humanistischen Gymnasium studierte er Rechtswissenschaften an den Universitäten Genf, München und Berlin und schloss mit Promotion ab. Er wurde Mitglied des Studentengesangvereins Arion Straßburg im Sondershäuser Verband.
Erste berufliche Erfahrungen sammelte er ab 1900 als Gerichtsreferendar. Ab 1904 war er Gerichtsassessor bei der Landesverwaltung Elsass-Lothringen. 1907 kam er als Regierungsassessor an das Regierungspräsidium Breslau, 1909 an das Oberpräsidium Schlesien. Von 1911 an war er Hilfsarbeiter im Preußischen Ministerium des Innern.
1912 wurde er Landrat des Landkreises Frankenberg. 1921 kehrte er als Hilfsarbeiter im Rang eines Ministerialrats im Preußischen Handelsministerium nach Berlin zurück. Von 1919 bis 1921 hatte er einen Sitz im Kurhessischen Kommunallandtag des Regierungsbezirks Kassel, aus dessen Mitte er zum Abgeordneten des Provinziallandtages der Provinz Hessen-Nassau bestimmt wurde. 1924 wurde er Ministerialdirektor im Reichsverkehrsministerium. Zugleich übernahm er den Vorsitz der Neckar AG Stuttgart und der Rhein-Main-Donau AG München.
Von März 1933 an war er zuerst kommissarisch, dann Regierungspräsident in Hannover. Im April 1936 wurde er in den einstweiligen Ruhestand versetzt. Nach Kriegsende war er von 1946 bis 1953 erneut Landrat in Frankenberg.

## Ehrungen
- 1953: Großes Verdienstkreuz der Bundesrepublik Deutschland